# عناصر المجموعة الحادية عشرة
| المجموعة | 11     |
| الدورة   |        |
| -------- | ------ |
| 4        | 29 Cu  |
| 5        | 47 Ag  |
| 6        | 79 Au  |
| 7        | 111 Rg |

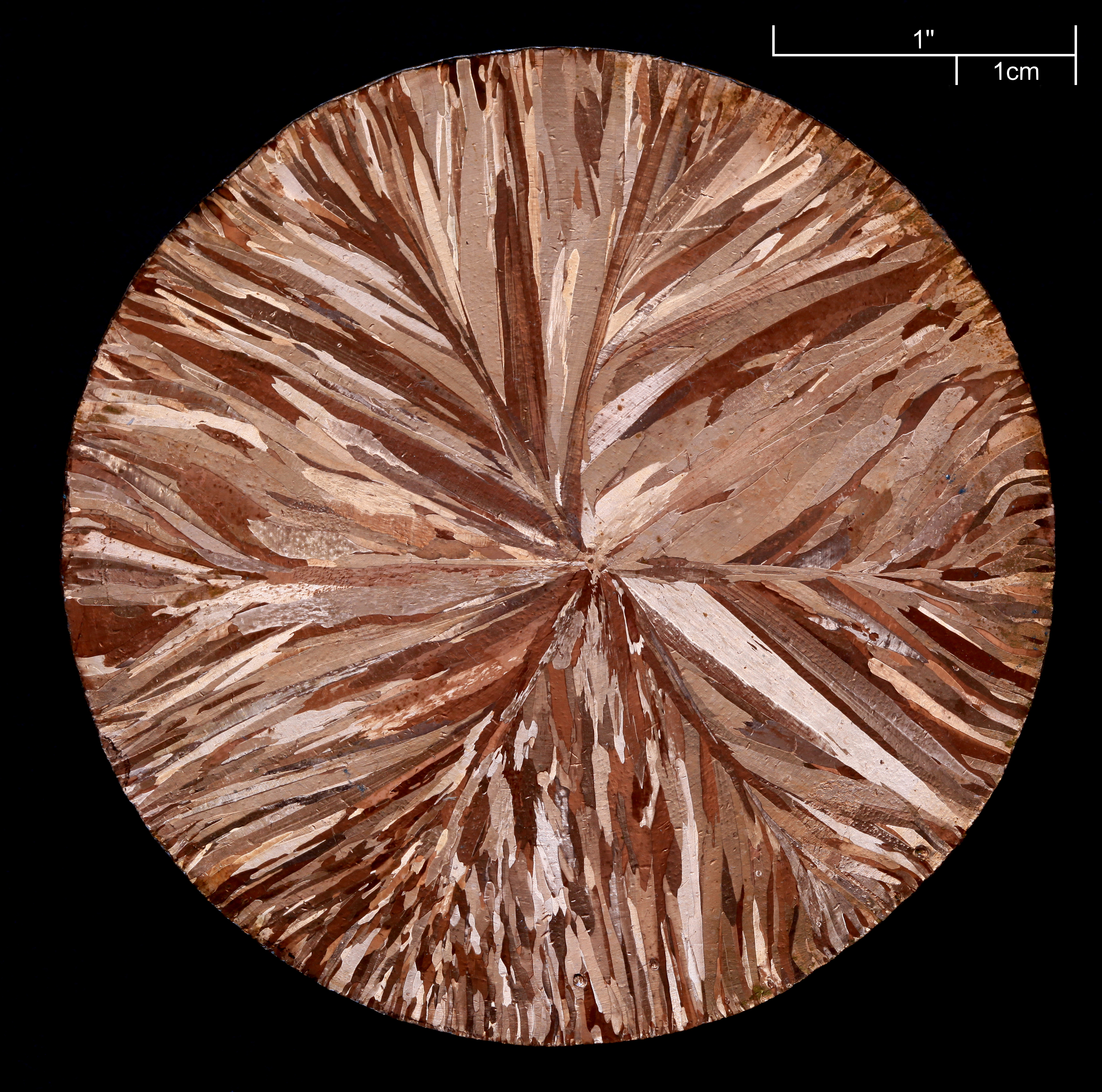

عناصر المجموعة الحادية عشر (IB) في الجدول الدوري تتكون من معادن العملات التقليدية مثل النحاس والفضة والذهب. وهذه المعادن تعرف أيضا على أنها المعادن النبيلة والاسم معادن العملات لا يعترف به من قبل (الاتحاد الدولي للكيمياء البحتة والتطبيقية)، لأنه يؤدى لحدوث تشويش عند إضافة العناصر الأخرى لهذه المجموعة. بالإضافة إلى أن هناك بلاد قامت باستخدام معدان أخرى لصنع العملات (مثلا فيها الإستانليس ستيل والزنك). كما أن الأكتينيد الانتقالي روينتجينيوم عنصر من عناصر هذه المجموعة.
عناصر هذه المجموعة كلها تقريبا لها معادن مقاومة للتآكل وبالتالي تم استخدامها لسك العملات وهو ما أعطاها اسمها. تكون عديد من الفلزات تكون مركبات ملونة، مثل بيريت الحديد، وعديد من الفلزات بريق ملون ولكن باستثناء السيزيوم، الذي له إلكترون 6S مشابه للذهب، ولكن النحاس والذهب فقط لهما لون.
هذه الفلزات وخاصة الفضة، لها خواص غير عادية مما يجعلها أساسية في التطبيقات الصناعية وذلك بغض النظر عن قيمتها النقدية أو الزخرفية. فإنها جميعا موصلة للكهرباء. وأكثر الفلزات توصيلا هي الفضة، النحاس والذهب بالترتيب. كما أن الفضة أكثر الفلزات توصيلا للحرارة، وأكثر المواد عكسا للضوء. كما أنها تنفرد بأن طبقة الصدأ التي تتكون على سطحها تكون موصلة للكهرباء.
يتم استخدام النحاس بصورة كبيرة في الدوائر والأسلاك الكهربية. كما أن الذهب يستخدم في بعض المعدات الدقيقة نظرا لأنه لا يصدأ. ويتم استخدام الفضة في الدوائر الكهربية الحرجة كموصلة، وتستخدم أيضا في التصوير (لأن نيتراتها تتحول إلى معدن عند التعرض للضوء) كما تستخدم أيضا في الزراعة ،الطب ،التطبيقات العلمية الأخرى.
الذهب والفضة والنحاس تعتبر معادن لينة وبالتالي يمكن أن تتشوه في الاستخدام اليومي للعملات. كما أن المعادن الغالية يمكن أن تبلى خلال الاستخدام. وبالتالي عند دراسة عمل العملات يجب أن تكون هذه المعادن في شكل سبائك مع معادن أخرى وذلك لإعطاء هذه المعادن العمر الكافي ليتم استخدامها كعملات بدون أن تتشوه أو تبلى.
عملات ذهبية يتم إنتاجها إما 90 % ذهب (مثال، عملات الولايات المتحدة ما قبل 1933)، أو 22 قيراط (91.6 %) ذهب (مثال، العملات التي يتم جمعها وعملة كروجر)، ويتم استخدام النحاس والفضة كمكمل للباقي.
عملات فضية يتم إنتاجها إما 90 % فضة عملات الولايات المتحدة ما قبل 1965 والتي تم تداولها في عديد من البلاد، أو الفضة الإسترلينية (92.5 %) للعملات البريطانية لما قبل 1967، ويتم استخدام النحاس كمكمل للباقي.
عملات نحاسية يتم إنتاجها غالبا من النحاس عالي النقاوة 97 % مع استخدام كميات صغيرة من الزنك، القصدير.
وبصدور فرمان العملات الذي نص على أن القيمة الاسمية للعملات لابد أن تكون أقل من قيمة المعادن التي تم استخدامها تاريخيا. وذد أدى هذا لأن تكون العملات الحديثة يتم تصنيعها من الفلزات العادية نحاس-نيكل (80 : 20 لونها فضي) وهو مشهور مثل نيكل-نحاس أصفر (نحاس 75، نيكل 5، زنك 20، لونها ذهبي) منجنيز-نحاس أصفر (نحاس، زنك، منجنيز، نيكل)، برونز، أو الصلب العادي المطلي.